# Caspar Hermann Sandhagen
Caspar Hermann Sandhagen (* 22. Oktober 1639 in Borgholzhausen; † 14. Juli 1697 in Kiel) war ein deutscher evangelischer Theologe und Generalsuperintendent im Gottorfer Teil von Schleswig-Holstein.

## Leben
Caspar Hermann Sandhagen war Sohn eines Volksschullehrers und wurde auf einem Gymnasium in Osnabrück vorgebildet. Anschließend studierte er seit 1657 Theologie an der Universität Rostock und wechselte später zur Universität Straßburg. 1665 wurde er Hilfsprediger und zwei Jahre darauf Rektor in Bielefeld. In Lüneburg ernannte man ihn 1672 zum Superintendenten und Pfarrer als Nachfolger des verstorbenen Peter Rehbinder.
1684 wurde Sandhagen zum Oberhofprediger und Generalsuperintendenten Herzog Christian Albrechts auf Schloss Gottorf berufen. Weil jedoch zu dieser Zeit der herzogliche Anteil des Herzogtums Schleswig von dem dänischen König Christian V. besetzt war, konnte Sandhagen diese Ämter zunächst nicht antreten. 1687 wirkte er kurzzeitig als Generalsuperintendent für Hinterpommern in Stargard, gab sein Amt aber nach wenigen Wochen wieder auf. Weil seine Lüneburger Stelle in der Zwischenzeit mit Johann Wilhelm Petersen wiederbesetzt war, wurde er vorübergehend als Pfarrer an der Stadtkirche in Celle beschäftigt. Erst nach dem Altonaer Vertrag 1689 konnte er sein Amt in Gottorf antreten.
Kurz vor seinem Tod wurde Sandhagen wegen einer seiner Predigten von dem Generalsuperintendenten des königlichen Anteils des Herzogtums Schleswig Josua Schwartz angegriffen, der in Sandhagens Aussage Heterodoxie erkannte und 1697 die Streitschrift Gründliche Wiederlegung einer fast dem halben Theil des Schleßwig-Holsteinischen Ministerii im Mayo des 1696. Jahres zur Buß-Predigt fürgeschriebenen durchgehends aber dem Chiliasmo dienenden Außlegung des Siebenden Capittels Michae gegen ihn richtete. Während einer Visitationsreise erkrankt, konnte Sandhagen gegenüber den Theologieprofessoren der Universität Kiel noch seine Rechtgläubigkeit beteuern und starb kurz darauf. Nach seinem Tod wurde der Konflikt von seinem Nachfolger, Generalsuperintendent Heinrich Muhlius, und dem Pastor Johann Melchior Kraft fortgeführt.

## Theologie
Sandhagen war Pietist und korrespondierte seit 1677 regelmäßig mit Philipp Jacob Spener. Schon in seiner Bielefelder Zeit hielt er Kontakt mit den Labadisten im benachbarten Herford. Er veröffentlichte einige deutschsprachige Abhandlungen, die bis ins 18. Jahrhundert nachgedruckt wurden, und machte sich auch durch die Herausgabe der Bibelkommentare seines Straßburger Lehrers Sebastian Schmidt einen Namen. So galt er als führender Exeget und beherbergte immer wieder Studenten, die sich in der Bibelauslegung fortbilden wollten. Darunter waren unter anderem August Hermann Francke, der in Sandhagens Haus im Herbst 1687 seine Bekehrung erlebte, Joachim Justus Breithaupt und Hermann von der Hardt. Von dem separatistischen Pietismus seines Lüneburger Nachfolgers Petersen distanzierte Sandhagen sich jedoch.

## Schriften (Auswahl)
- Kurtze Einleitung, Die Geschichte unsers Herrn Jesu Christi, der Apostel, wie auch den Faden des Neuen Testaments nach der Zeitordnung aus den vier Evangelisten, der Apostelgeschichte und Briefen, wie auch Offenbarung Johannis zu betrachten. Stern, Lüneburg 1684 (Digitalisat). 2. Auflage 1688 (Digitalisat).
- Erstes zehn theologischer Sendschreiben, darin unterschiedene Oerter der Heiligen Schrift erklärt werden. Holwein, Schleswig 1692.
- Katechismus-Milch. (Plön 1696)
- Anderes Theil Dero Theologischer Send-Schreiben, Darinnen Unterschiedliche Oerter der Heil. Schrifft erkläret werden … Holwein, Schleswig 1697 (Digitalisat). 3. Auflage 1711.